# Villa Cortese
Villa Cortese är en ort och kommun i storstadsregionen Milano, innan 31 december 2014 i provinsen Milano, i regionen Lombardiet i Italien. Kommunen hade 6 138 invånare (2018). Volleybollaget Gruppo Sportivo Oratorio Pallavolo Femminile Villa Cortese, som vann Coppa Italia två gånger, kom från orten.